# Яблонскис, Константинас
Константинас Ионович Яблонскис (лит. Konstantinas Jablonskis; род. 23 августа 1892, Митава — 28 июля 1960, Вильнюс) — советский и литовский историк, профессор (1941), член Академии наук Литовской ССР (с 1956), заслуженный деятель науки Литовской ССР (1959).

## Жизнь и творчество
Константинас Яблонскис родился 23 августа 1892 года в Митаве, в семье известного литовского языковеда Ионаса Яблонскиса (1860—1930).
В 1909 году окончил реальное училище в Поневеже и до 1911 году учился в Петербургском психоневрологическом институте, затем переехал в Москву, где в 1916 году окончил юридический факультет Московского университета.
В 1918 году вернулся в Литву. В 1919 году женился на Софье Ландсбергите, также окончившей Московский университет, — по специальности математика. В том же году был назначен заместителем заведующего Центральным историческим архивом, что сделало возможным организовать транспортировку книг и архивных материалов из литовских дворянских имений в Каунас, где в 1929 году он стал одним из участников создания Общества истории Литвы.
В 1922—1939 годах был судьёй Каунасского областного суда. Также до 1936 года он был членом Государственной комиссии по археологии, в 1930—1935 годах — её председатель. В 1928 году одним из первых был награждён орденом Великого князя Литовского Гедиминаса 2-й степени.
В 1935—1940 годах преподавал в Каунасском университете; сначала — внештатный преподаватель, с 1940 года — доцент, с 1941 года — профессор. С 25 апреля 1941 года возглавил Институт истории АН Литвы и состоял его первым директором до 1943 года. 
В 1944—1960 годах — профессор юридического факультета Вильнюсского университета. С 1946 года — научный сотрудник Литовского исторического института; в 1956 году стал действительным членом Академии наук Литовской ССР; с 1959 года — заслуженный деятель науки Литовской ССР.
Основными темами исследований для К. Яблонскиса были правовое и экономическое положение литовских крестьян, проблемы классовой борьбы. Учёный был составителем многих сборников документов, а также редактировал ряд монографий и сборников статей по истории Литвы средневекового периода. Его перу принадлежат также очерки о деятелях литовской культуры XVI—XVII веков — М. Даукше, А. Кульветисе, М. Петкявичюсе, М.Мажвидасе.
Был редактором издания «Статут Великого Княжества Литовского 1529 года» (Минск, 1960).
В 1958 году стал лауреатом Государственной премии Литовской ССР.
Умер 28 июля 1960 года в Вильнюсе.